# Sainte-Marie-à-Py

Sainte-Marie-à-Py este o comună în departamentul Marne, Franța. În 2009 avea o populație de 196 de locuitori.